# Hafning bei Trofaiach
Hafning bei Trofaiach est une ancienne commune autrichienne du district de Leoben en Styrie.